# Bas Keijzer
Bas Keijzer (Schoonhoven, 31 maart 1973) is een Nederlands acteur. Naast acteren op toneel, op televisie en in films is zijn stem regelmatig te horen op radio en televisie. Bijvoorbeeld voor de commercials van Bol.
Keijzer studeerde af aan de Hogeschool voor de kunsten aan de acteursopleiding in 1999.

## Film en televisie
Op televisie heeft Keijzer verschillende gastrollen gehad, onder andere in Keyzer & De Boer Advocaten, Baantjer, Grijpstra & De Gier, Moordvrouw en De Luizenmoeder. In 2012 speelde hij een crimineel in de Zweedse politieserie Arne Dahl. Van 2013 tot 2015 vertolkte hij een hoofdrol in Aaf, de Nederlandse remake van de Amerikaanse comedyserie Roseanne. In 2022 speelde hij de rol van Rolf Sörensen in Het jaar van Fortuyn. 
In november 2022 speelde hij meneer Klein, later Piet Hein genoemd, in het Sinterklaasjournaal.
In de bioscoop was hij te zien in Nachtrit, Dennis P., De scheepsjongens van Bontekoe, Alles is liefde, Nova Zembla, Bennie Stout en Black Out. Voor zijn rol in de laatstgenoemde film werd Bas Keijzer in 2012 genomineerd voor een Gouden Kalf. Ook heeft hij meegedaan aan verschillende toneelvoorstellingen.

### Filmografie
- Russen – Anne Sjeubrand (2 afl., 2000, 2004)
- Baantjer – Klaas Hofstra (2 afl., 2001)
- Hartslag – Leo Lange (1 afl., 2002)
- Oud en nieuw (2002)
- Boy Ecury – KP'er 1 (2003)
- Ernstige Delicten – Barman (1 afl., 2003)
- De afdeling – Man in werkplaats (1 afl., 2004)
- De dominee (2004)
- In Oranje – Schoolmeester (2004)
- Twee dromen – Conducteur (2004)
- Gooische vrouwen (1 afl., 2005)
- Grijpstra & De Gier – Ewoud Albrecht (1 afl., 2005)
- Keyzer & De Boer Advocaten – Joep Stroop (1 afl., 2005)
- Staatsgevaarlijk – Agent (2005)
- Hotnews.nl – Leendert (2006)
- Jef. – Psychiater (2006)
- Kinderen geen bezwaar – Travestiet (afl. "Diner travestique", 2006)
- Nachtrit – Bert (2006)
- Alles is liefde – Rens (2007)
- Dennis P. – Douanier (2007)
- De scheepsjongens van Bontekoe – Jopkins (2007)
- Shrek the Third - Rumplestiltskin en overige stemmen (stem, 2007)
- Alibi – Politieagent (2008)
- Chasseurs de dragons – Lian-Chu (2008)
- Hardcover (2008)
- Hoe overleef ik mezelf? – Agent (2008)
- Naar Anna – Ambtenaar 4 (2008)
- Puppy Patrol – Buurman (2008)
- Spoorloos verdwenen – Matthijs Kramer (1 afl., 2008)
- Barbie en het Diamantkasteel – Slyder en de herbergier (stem, 2008)
- Big Time Rush – Gustavo Rocque (stem, 2009)
- Julia's hart – Sjoerd de Hond (2009)
- Lover of loser – Portier (2009)
- De storm – Guus (2009)
- Up – Gamma en Voorman Tom (stem, 2009)
- WALL-E – John (stem, 2009)
- De Prinses en de Kikker - Overige stemmen (stem, 2009)
- Aaron Stone – T. Abner Hall (2010)
- De eetclub – Evert Struyk (2010)
- Tien torens diep – Buurman Dries (4 afl., 2010)
- Bennie Stout – Hoofdpiet (2011)
- Lijn 32 – Politieagent (2011)
- Nova Zembla – Kok (2011)
- SpangaS – Lowie Gommers (2011–2012)
- Arne Dahl: Upp till toppen av berget – Van Aerts (2012)
- Black Out (2012)
- Flikken Maastricht (afl. "Lokaas", 2012)
- Sint & Diego: De magische bron van Myra – Elite Piet Evert (2012)
- Van God los (2012)
- Aaf – Ton (2013–2015)
- T.I.M. (The Incredible Machine) – Arend (2014)
- The BFG - De Vleeslapeter (2016, stem)
- Flikken Rotterdam (2016)
- Als de dijken breken (2016)
- Klein IJstijd (2017) – Dave
- Goede tijden, slechte tijden – Jos Uylenburg (2017, 2018–2019)
- Judas – Cor van Hout (2019)
- Ninja Nanny – Van der Kraai (2019)
- Harkum – Pieter (2 afl., 2019)
- Baantjer: het begin – Goessens (2019)
- Smeris – Lennart 'Lennie' Tromp (2020)
- Undercover – Ruud Visser (2020)
- Flikken Maastricht – Frank Lohman (2021)
- Het jaar van Fortuyn – Ronald Sørensen (2022)
- Zwanger & Co – gynaecoloog Milo (2022)
- Het gouden uur – Willem (2022)
- Totem – Hein (2022)
- Sinterklaasjournaal – Piet Hein / meneer Klein (2022)
- Verschrikkelijke Ikke 4 (2024, stem)
- Onopgelost – Jongen (2024)
- Woeste grond – Otto (2024)
- Bennie - medewerker smelterij (2025)

## Theater
Bas Keijzer speelde in theaterseizoen 2016/2017 in de musical Ciske de Rat, geproduceerd door Stage Entertainment. Hier vertolkte hij de rol van Frans Vrijmoeth, de vader van Ciske. Daarnaast heeft Keijzer in 2023 in het afsluitende deel van de driedelige theatrale en muzikale voorstelling "East Side Story" gespeeld die gaat over de Moluks-Nederlandse geschiedenis. Hierin vertolkte hij Melle, de snackbarhouder.